# Station Szymocice Wąskotorowe
Station Szymocice Wąskotorowe is een spoorwegstation in de Poolse plaats Szymocice.